# 해왕성 안쪽 천체
해왕성 안쪽 천체(cis-Neptunian object)는 해왕성 궤도 안쪽을 도는 천체로 해석되지만, 일반적으로는 행성이나 목성 궤도 안쪽의 소행성은 제외하여 보통 센타우루스군 천체나  해왕성과 1:1 궤도 공명하는 해왕성 트로이군 천체를 가리키는데 많이 사용된다.

## 종류
- 센타우루스군
  - 2060 키론
- 해왕성 트로이군
- 해왕성의 준위성
  - (309239) 2007 RW10
- 해왕성을 중심으로 말발굽 궤도등으로 1:1 공명하는 다른 천체
  - 미발견